# Harbern II
Harbern II ist ein Ortsteil der Gemeinde Wardenburg im Landkreis Oldenburg in Niedersachsen.

## Geographie
Der Ort liegt etwa sechs Kilometer westlich von Wardenburg und ist ein Straßendorf. Die nächste größere Stadt ist Oldenburg.

## Geschichte
Harbern II ist durch Kultivierung von Moorflächen nach Bau des Hunte-Ems-Kanals entstanden. Am 12. November 1948 pflanzten Jan Oeltjenbruns und Harm Behrends an der Kreuzung beim Küstenkanal drei Eichen. Dieses geschah im Auftrag des Siedlungsamtes Oldenburg. Am Tag darauf feierte man die Dorfgründung der jüngsten Ortschaft in der Gemeinde Wardenburg. Gleichzeitig wurde der mit einer Schlackendecke versehene Saarländer Weg eingeweiht. Unter den Siedlern waren viele Heimatvertriebene aus dem Osten, die sich nach dem Zweiten Weltkrieg hier niedergelassen haben. 